# ماركيز دوغلاس
ماركيز دوغلاس (بالإنجليزية: Marques Douglas)‏ هو لاعب كرة قدم أمريكية أمريكي، ولد في 5 مارس 1977.

## وصلات خارجية
- ماركيز دوغلاس على موقع مرجع كرة القدم المحترفة.كوم (الإنجليزية)